# 사우스퍼시픽 대학교
사우스퍼시픽 대학교(University of the South Pacific)는 남태평양에 있는 공립 대학이며, 의역하여 남태평양 대학교(南太平洋 大學校)라고도 하며 1968년 설립되었다.
호주와 뉴질랜드를 제외한 오세아니아 지역에서 가장 규모가 있는 대학이다. 최근 신재생에너지 분야에 대한 연구가 활발히 진행되고 있고, 도서 해양문화 및 환경 분야에 대하여 연구 실적이 우수한 대학이다.
캠퍼스는 피지의 수바에 메인 캠퍼스가 있는 것을 포함하여 남태평양 12국가(피지, 통가, 사모아, 키리바시, 투발루, 솔로몬 군도, 마셜 군도, 바누아투, 나우루, 니우에, 토켈라우, 쿡 제도 등)에 흩어져 있다.
대한민국의 목포대학교와 식품공학, 신재생에너지, 도서 해양문화 분야에서 학술교류를 하고 있다.